# Favonius hecalina
Favonius hecalina är en fjärilsart som beskrevs av Felix Bryk 1946. Favonius hecalina ingår i släktet Favonius och familjen juvelvingar. Inga underarter finns listade i Catalogue of Life.